# 32e cérémonie des AVN Awards
La 32e cérémonie de remises des AVN Awards, organisée par le magazine Adult Video News, se déroule le 24 janvier 2015 au Hard Rock Hotel and Casino, à Las Vegas.
Elle est présentée par Alexis Texas, Tommy Pistol et Danielle Stewart et se traduit par l'attribution de 109 prix, dans quatre grandes catégories (films pornographiques, commerce et distribution, jouets sexuels, web et technologie), auxquels viennent s'ajouter une dizaine de fan awards.
24 XXX: An Axel Braun Parody est sacré film de l'année. Les principales récompenses décernées aux actrices échoient à Anikka Albrite, performeuse de l'année, et Carter Cruise, meilleure nouvelle starlette et meilleure actrice. L'époux d'Anikka Albrite, Mick Blue, reçoit le titre de performeur de l'année. C'est la première fois qu'un couple marié remporte les deux prix de performeur de l'année. Aftermath, le film ayant obtenu le plus de nominations, reçoit les AVN Awards du meilleur drame et du meilleur scénario.

## Attribution des AVN Awards 2015

### Eligibilité
À l'occasion des AVN Awards 2015, les films publiés uniquement en VOD sont rendus éligibles pour la première fois. Auparavant, les films dont le lancement s'était effectué uniquement en VOD, devaient être aussi édités sous forme de DVD pour être pris en considération.
Sont donc éligibles à un AVN Award 2015, les films commercialisés entre le 8 octobre 2013 et le 30 septembre 2014 sous forme de DVD, sous réserve qu'ils soient disponibles auprès d'au moins 10 grossistes ou 100 détaillants, ou en VOD, sous réserve qu'ils soient disponibles auprès d'au moins deux fournisseurs « majeurs » de services de VOD payante.

### Catégories
Pour les AVN Awards 2015, de nombreuses modifications sont apportées aux catégories, ce qui se traduit par une diminution notable du nombre de prix décernés.
| Prix créé                                                 |                                                |
| Best Taboo Relations Movie                                |                                                |
| Prix réintroduit                                          |                                                |
| Meilleure sex-tape de célébrité (Best Celebrity Sex Tape) |                                                |
| Prix supprimés                                            |                                                |
| Meilleure série grosse poitrine (Best Big Bust Series)    |                                                |
| Meilleure série gros derrière (Best Big Butt Series)      |                                                |
| Meilleurs bonus de DVD (Best DVD Extras)                  |                                                |
| Meilleur film éducatif (Best Educational Release)         |                                                |
| Best Fem-Dom Strap-On Release                             |                                                |
| Best Foot/Leg Fetish Release                              |                                                |
| Best Foreign Continuing Series                            |                                                |
| Best MILF Series                                          |                                                |
| Meilleur packaging (Best Packaging)                       |                                                |
| Best POV Series                                           |                                                |
| Meilleure scène de sexe protégé (Best Safe Sex Scene)     |                                                |
| Unsung Male Performer of the Year                         |                                                |
| Unsung Female Performer of the Year                       |                                                |
| Prix renommé                                              |                                                |
| Ancien nom                                                | Nouveau nom                                    |
| Best New Studio                                           | Best New Imprint                               |
| Prix fusionnés                                            |                                                |
| Anciens prix                                              | Nouveau prix                                   |
| Best Amateur Series                                       | Best Amateur/Pro-Am Series                     |
| Best Pro-Am Series                                        | Best Amateur/Pro-Am Series                     |
| Best Ethnic Release – Asian                               | Best Ethnic Release                            |
| Best Ethnic Release – Black                               | Best Ethnic Release                            |
| Best Ethnic Release – Latin                               | Best Ethnic Release                            |
| Best Ethnic Series                                        | Best Ethnic/Interracial Series                 |
| Best Interracial Series                                   | Best Ethnic/Interracial Series                 |
| Best Music Soundtrack                                     | Best Soundtrack                                |
| Best Original Song                                        | Best Soundtrack                                |
| Best Solo Sex Scene                                       | Best Solo/Tease Performance                    |
| Best Tease Performance                                    | Best Solo/Tease Performance                    |
| Meilleur film 100% sexe (Best All-Sex Release             | Meilleur film non-scénarisé (Best Non-Feature) |
| Meilleur film gonzo (Best Gonzo Releas)                   | Meilleur film non-scénarisé (Best Non-Feature) |

### Nominations
Les nominations sont rendues publiques le 20 novembre 2014 lors d'une cérémonie à Hollywood. C'est la première fois que l'annonce des nominations pour les AVN Awards fait l'objet d'une manifestation publique.
À cette occasion, une nouvelle catégorie - Best Taboo Relations Movie -, qui n'était pas prévue dans la liste initialement publiée, est introduite. Elle est, selon AVN, destinée à honorer les films qui explorent les relations interdites dans les familles recomposées.
Le réalisateur Axel Braun reçoit un total de 55 nominations, à titre individuel et à travers ses divers films, ce qui constitue un record.
Pour ce qui est des acteurs, Ramon Nomar reçoit 20 nominations et précède d'une courte tête James Deen, cité 19 fois. Les actrices les plus nommées sont : Anikka Albrite (11 nominations), Maddy O'Reilly (10), Dani Daniels, Skin Diamond et Bonnie Rotten (9 chacune).

### La cérémonie de remise: le32eAVN Awards Show
La remise des AVN Awards 2015 a lieu le samedi 24 janvier 2015 à The Joint, salle de concert de 4 000 places située dans l'enceinte du Hard Rock Hotel and Casino, à Las Vegas.
La cérémonie est présentée par Alexis Texas, Tommy Pistol et la comédienne Danielle Stewart. Les Trophy Girls sont Carmen Caliente et Jillian Janson.

## Palmarès détaillé

### Prix décernés aux acteurs

#### Performeuse de l'année (Female Performer of the Year)
- Anikka Albrite
- Nommées :
  - A.J. Applegate
  - Adriana Chechik
  - Dani Daniels
  - Skin Diamond
  - Veruca James
  - Zoey Monroe
  - Maddy O'Reilly
  - Chanel Preston
  - Romi Rain
  - Riley Reid
  - Bonnie Rotten
  - Dahlia Sky
  - Jada Stevens
  - Jodi Taylor

#### Meilleure nouvelle starlette (Best New Starlet)
- Carter Cruise
- Nommées :
  - August Ames
  - Carmen Caliente
  - Misha Cross
  - Aidra Fox
  - Keisha Grey
  - Janice Griffith
  - Chanell Heart
  - Jillian Janson
  - Katerina Kay
  - Belle Knox
  - Ariana Marie
  - Scarlet Red
  - Samantha Rone
  - Dakota Skye

#### Meilleure actrice (Best Actress)
- Carter Cruise pour Second Chances (New Sensations Romance)
- Nommées :
  - Asa Akira pour Holly...Would (Wicked Pictures)
  - Anikka Albrite pour Untamed Heart (Adam & Eve Pictures)
  - Alex Chance pour This Ain’t Girls XXX (Hustler/Girlfriends)
  - Brooklyn Chase pour Odd Jobs (Wicked Pictures)
  - Jessica Drake pour Aftermath (Wicked Pictures)
  - Ash Hollywood pour No Way Out (Digital Playground)
  - Kimberly Kane pour The Pornographer (Wicked Pictures)
  - Maddy O'Reilly pour The Sexual Liberation of Anna Lee (New Sensations Erotic Stories)
  - Penny Pax pour Wetwork (Vivid Entertainment Group)
  - Romi Rain pour The Laws of Love (New Sensations Romance)
  - Bonnie Rotten pour Cape Fear XXX (DreamZone/Vantage)
  - Samantha Saint pour Cinderella XXX: An Axel Braun Parody (Wicked Fairy Tales)
  - Stevie Shae pour Apocalypse X (Digital Playground)
  - Jodi West pour Call Me Mother (Forbidden Fruits/Exile)

#### Performeuse étrangère de l'année (Female Foreign Performer of the Year)
- Anissa Kate
- Nommées :
  - Abbie Cat
  - Samantha Bentley
  - Alexis Crystal
  - Tiffany Doll
  - Gina Gerson (ru)
  - Cathy Heaven
  - Henessy (ru)
  - Jasmine Jae
  - Franceska Jaimes
  - Lola Reve
  - Ivana Sugar
  - Mira Sunset
  - Lola Taylor
  - Charlize Tinkerbell

#### Meilleure actrice dans un second rôle (Best Supporting Actress)
- Veronica Avluv pour Cinderella XXX: An Axel Braun Parody (Wicked Fairy Tales)
- Nommées :
  - Julia Ann pour Thor XXX: An Axel Braun Parody (VividXXXSuperheroes)
  - Carmen Caliente pour Not Jersey Boys XXX: A Porn Musical (X-Play/Pulse)
  - Stormy Daniels pour Sleeping Beauty XXX: An Axel Braun Parody (Wicked Fairy Tales)
  - Skin Diamond pour The Doctor Whore Porn Parody (Wood Rocket/Digital Sin)
  - Alana Evans pour E.T. XXX: A DreamZone Parody (DreamZone/Vantage)
  - Nina Hartley pour Owner Gets Clipped (Smash Pictures)
  - Kylie Ireland pour The Pornographer (Wicked Pictures)
  - Aaliyah Love pour American Hustle XXX Porn Parody (Smash Pictures)
  - Belle Noire pour The Long Hard Ride (Adam & Eve Pictures)
  - Chanel Preston pour Cape Fear XXX (DreamZone/Vantage)
  - Jessa Rhodes pour Second Chances (New Sensations Romance)
  - Claire Robbins pour 24 XXX: An Axel Braun Parody (Wicked Pictures)
  - Siri pour Sweetness and Light (Girlfriends Films)
  - Aiden Starr pour Pornocopia (Wood Rocket/Zero Tolerance)

#### Performeur de l'année (Male Performer of the Year)
- Mick Blue
- Nommés :
  - Mike Adriano
  - Xander Corvus
  - James Deen
  - Erik Everhard
  - Manuel Ferrara
  - Keiran Lee
  - Mr. Pete
  - Ramon Nomar
  - Tommy Pistol
  - Toni Ribas
  - Johnny Sins
  - Lexington Steele
  - Chris Strokes
  - Prince Yahshua

#### Meilleur nouveau venu (Best Male Newcomer)
- Rob Piper
- Nommés :
  - Flynt Dominick
  - Jared Grey
  - Jake Jace
  - Gavin Kane
  - Isiah Maxwell
  - Tyler Page
  - Jay Smooth

#### Meilleur acteur (Best Actor)
- Steven St. Croix pour Wetwork (Vivid Entertainment Group)
- Nommés :
  - Barrett Blade pour Snow White XXX: An Axel Braun Parody (Wicked Fairy Tales)
  - James Deen pour Untamed Heart (Adam & Eve Pictures)
  - Seth Gamble pour Cinderella XXX: An Axel Braun Parody (Wicked Fairy Tales)
  - Billy Glide pour Silhouette (Girlfriends Films)
  - Tommy Gunn pour American Hustle XXX Porn Parody (Smash Pictures)
  - Kurt Lockwood pour 24 XXX: An Axel Braun Parody (Wicked Pictures)
  - Brendon Miller pour Thor XXX: An Axel Braun Parody (VividXXXSuperheroes)
  - Tyler Nixon pour Aftermath (Wicked Pictures)
  - Logan Pierce pour Shades of Kink 2 (Sweet Sinner/Mile High)
  - Tommy Pistol pour Austin Powers XXX: A Porn Parody (Vivid Entertainment Group)
  - Alan Stafford pour These Things We Do (Girlfriends Films)
  - Jeremy Steele pour The Manson Family XXX (Will Ryder Productions)
  - Kyle Stone pour Owner Gets Clipped (Smash Pictures)
  - Michael Vegas pour Switch (Wicked Pictures)

#### Performeur étranger de l'année (Male Foreign Performer of the Year)
- Rocco Siffredi
- Nommés :
  - Mike Angelo
  - James Brossman
  - Danny D.
  - Omar Galanti
  - Lauro Giotto
  - Choky Ice
  - Neeo
  - David Perry
  - Renato
  - Ryan Ryder
  - Ian Scott
  - Thomas Stone
  - George Uhl
  - Nacho Vidal

#### Meilleur acteur dans un second rôle (Best Supporting Actor)
- Xander Corvus pour Holly...Would, Wicked Pictures
- Nommés :
  - Richie Calhoun pour Apocalypse X, Digital Playground
  - Dick Chibbles pour Pornocopia, Wood Rocket/Zero Tolerance
  - Jay Crew pour Sleeping Beauty XXX: An Axel Braun Parody, Wicked Fairy Tales
  - Chad Diamond pour Not Jersey Boys XXX A Porn Musical, X-Play/Pulse
  - Ryan Driller pour Lollipop, Digital Playground
  - Eric John pour Not Jersey Boys XXX: A Porn Musical, X-Play/Pulse
  - Alec Knight pour Cape Fear XXX, DreamZone/Vantage
  - Scott Lyons pour Proud Parents, Girlfriends Films
  - Ryan McLane pour American Hustle XXX Porn Parody, Smash Pictures
  - Derrick Pierce pour Apocalypse X, Digital Playground
  - Will Powers pour Cinderella XXX: An Axel Braun Parody, Wicked Fairy Tales
  - Anthony Rosano pour The Pornographer, Wicked Pictures
  - Evan Stone pour Sweetness and Light, Girlfriends Films
  - Chad White pour Second Chances, New Sensations Romance

#### Mainstream Star of the Year
- James Deen
- Nommés :
  - Asa Akira
  - Tori Black
  - Sophie Dee
  - Skin Diamond
  - Jessica Drake
  - Bobbi Eden
  - Tommy Gunn
  - Alia Janine
  - Belle Knox
  - Kayden Kross
  - “Porno” Dan Leal
  - Nikki Phoenix
  - Bonnie Rotten
  - Stoya

#### PerformeuseMILFde l'année (MILF Performer of the Year)
- India Summer
- Nommées :
  - Ava Addams
  - Julia Ann
  - Lisa Ann
  - Veronica Avluv
  - Cherie DeVille
  - Francesca Lé
  - Brandi Love
  - Kendra Lust
  - Kelly Madison
  - Kiara Mia
  - Allison Moore
  - Nikita Von James
  - Jodi West

#### Performeur transsexuel de l'année (Transsexual Performer of the Year)
- Venus Lux
- Nommés :
  - Jonelle Brooks
  - Chanel Couture
  - James Darling
  - Jessy Dubai
  - Foxxy
  - Khloe Hart
  - Kelly Klaymour
  - Eva Lin
  - Kelli Lox
  - Chelsea Poe
  - Tyra Scott
  - Tiffany Starr
  - Vaniity
  - Wendy Williams

#### Performeuse lesbienne de l'année (All-Girl Performer of the Year)
- Sinn Sage
- Nommées :
  - Elle Alexandra
  - Jayden Cole
  - Lilly Evans
  - Prinzzess FelicityJade
  - Sasha Heart
  - Shyla Jennings
  - Cassie Laine
  - Abigail Mac
  - Elexis Monroe
  - Raven Rockette
  - Ryan Ryans
  - Angela Sommers
  - Celeste Star
  - Vanessa Veracruz

#### PerformeuseBBWde l'année (BBW Performer of the Year)
- April Flores
- Nommées :
  - Eliza Allure
  - Bella Bendz
  - Betty Blac
  - Becki Butterfly
  - Angel DeLuca
  - Holly Jayde
  - Sasha Juggs
  - Karla Lane
  - Marie Leone
  - Marilyn Mayson
  - Mazzaratie Monica
  - Kelly Shibari
  - Courtney Trouble

#### Meilleure prestation non-sexuelle (Best Non-Sex Performance)
- Christian Mann - Voracious: Season 2 (John Stagliano/Evil Angel)
- Nommés :
  - Peter Acworth - Barbarella: A Kinky Parody (Kink.com/Jules Jordan)
  - James Bartholet - On the Air (Wicked Pictures)
  - Big Ron - Block Party: The Chillin’ Grillin’ Orgy (Black Market Entertainment)
  - JM Darling - Hollywood Babylon (DV Productions/Evil Angel)
  - Ben Dover - Down on Abby: Tales From Bottomley Manor (Harmony Films)
  - Roy Karch - Not Jersey Boys XXX: A Porn Musical (X-Play/Pulse)
  - Tyler Knight - 24 XXX: An Axel Braun Parody (Wicked Pictures)
  - Mike Moz - X-Men XXX: An Axel Braun Parody (VividXXXSuperheroes)
  - Peter O’Tool - Pornocopia (Wood Rocket/Zero Tolerance)
  - Bryn Pryor - Wetwork (Vivid Entertainment Group)
  - Will Ryder - Not Jersey Boys XXX: A Porn Musical (X-Play/Pulse)
  - Seth's Beard - Game of Bones: Winter Is Cumming (Wood Rocket/Zero Tolerance)
  - Brian Street Team - The Doctor Whore Porn Parody (Wood Rocket/Digital Sin)
  - The Twins - Right Amount of Wrong (Wicked Pictures)

### Prix décernés aux réalisateurs

#### Réalisateur de l'année (Director of the Year)
- Mason
- Nommés :
  - James Avalon
  - Brad Armstrong
  - Axel Braun
  - Stormy Daniels
  - James Deen
  - William H.
  - Jakodema
  - Jules Jordan
  - Ryan et Kelly Madison
  - Eddie Powell
  - Joey Silvera
  - B. Skow
  - Jacky St. James
  - Dana Vespoli

#### Meilleur réalisateur - Film scénarisé (Best Director – Feature)
- Brad Armstrong pour Aftermath (Wicked Pictures)
- Nommés :
  - Jakodema pour Apocalypse X (Digital Playground)
  - Harry Sparks pour Call Me Mother (Forbidden Fruits/Exile)
  - Dana Vespoli pour Hollywood Babylon (DV Productions/Evil Angel)
  - Francois Clousot pour The Hunted: City of Angels (Digital Playground)
  - Nick Orleans pour The Long Hard Ride (Adam & Eve Pictures)
  - Jonathan Morgan pour The Masterpiece (Wicked Pictures)
  - Jacky St. James et Eddie Powell pour Second Chances (New Sensations Romance)
  - Mike Quasar pour Shades of Scarlet (Zero Tolerance Entertainment)
  - Stormy Daniels pour Switch (Wicked Pictures)
  - B. Skow pour These Things We Do (Girlfriends Films)
  - Barrett Blade pour Untamed Heart (Adam & Eve Pictures)
  - John Stagliano pour Voracious: Season 2 (John Stagliano/Evil Angel)
  - Eli Cross pour Wetwork (Vivid Entertainment Group)
  - Scott Allen pour White Witch (Wicked Pictures)

#### Meilleur réalisateur - Film non-scénarisé (Best Director – Non-Feature)
- Mason pour Allie (Hard X/O.L. Entertainment)
- Nommés :
  - Ryan et Kelly Madison pour The Adventures of a Teddy Bear (Kelly Madison/Juicy)
  - Jakodema et Robby D. pour Erotico (Digital Playground)
  - James Deen pour James Deen's 7 Sins: Greed (James Deen/Girlfriends)
  - Jacky St. James pour Keep It in the Family (Digital Sins Tabu Tales)
  - JacktheZipper pour Killers (Cobra Films)
  - Paul Woodcrest pour Meet Carter (Digital Sin)
  - Manuel Ferrara et Kayden Kross pour Misha Cross Wide Open (Manuel Ferrara/Evil Angel)
  - Chris Streams pour Orgy Masters 4 (Jules Jordan Video)
  - Jay Sin pour Pretty Sloppy 5 (Jay Sin/Evil Angel)
  - Axel Braun pour Riley Goes Gonzo (Wicked Pictures)
  - Jules Jordan pour Romi Rain Darkside (Jules Jordan Video)
  - Los Scandalous pour Selfies (Wicked Pictures)
  - Ivan pour SeXXXploitation of Romi Rain (Desire Films/Girlfriends)
  - Jonni Darkko pour V for Vicki (Jonni Darkko/Evil Angel)

#### Meilleur réalisateur - Film scénarisé étranger (Best Director – Foreign Feature)
- Hervé Bodilis pour Anissa Kate the Widow (Marc Dorcel/Wicked)
- Nommés :
  - Jo pour Agents Under Covers (Viv Thomas/Girlfriends)
  - Anissa Kate pour Ass, Cash & Politics (Private/Pure Play)
  - Franck Vicomte pour Ballerina by Day Escort by Night (Marc Dorcel/Wicked)
  - Dick Bush pour City of Vices (Digital Playground)
  - Gazzman pour Down on Abby: Tales From Bottomley Manor (Harmony Films)
  - Alex Conte pour My Stepmother Is a Vampire (Private/Pure Play)
  - Kendo pour My Very First Time (Marc Dorcel/Wicked)
  - Kris Bakelit pour The Night Patrol (Marc Dorcel/Wicked)
  - Dee D. pour Riot Girls (Joy Bear/Wicked)

#### Meilleur réalisateur - Film non-scénarisé étranger (Best Director – Foreign Non-Feature)
- Gazzman pour Young Harlots: Slutty Delinquents (Harmony Films)
- Nommés :
  - Franck Viscomte pour Anissa and Lola at Nurses' School (Marc Dorcel/Wicked)
  - Paula Newman pour Cumshot Weddings (Private/Pure Play)
  - DaSilva pour Female Xposé (Viv Thomas/Girlfriends)
  - Disanto pour Fixated (Cinema Erotika/Pure Play)
  - Denys Defrancesco pour Hardcore Fever (Anal X/Exquisite)
  - Hervé Bodilis pour Prison (Marc Dorcel/Wicked)
  - Rocco Siffredi pour Rocco's Perfect Slaves 2 (Rocco Siffredi/Evil Angel)
  - Scarlett Revell pour Sex in Venice (Harmony Films)
  - Andrej Lupin pour Sexpresso (Viv Thomas/Girlfriends)
  - Kendo pour The Shadow of a MILF (Harmony Films)
  - Justine Mii pour Taste (Joy Bear/Wicked)

#### Meilleur réalisateur - Parodie (Best Director – Parody)
- Axel Braun pour 24 XXX: An Axel Braun Parody (Wicked Pictures)
- Nommés :
  - David Lord pour 9 1/2 Weeks: An Erotic XXX Parody (Adam & Eve Pictures)
  - Will Ryder pour American Hustle XXX Porn Parody (Smash Pictures)
  - B. Skow pour Austin Powers XXX: A Porn Parody (Vivid Entertainment Group)
  - Lorelei Lee pour Barbarella: A Kinky Parody (Kink.com/Jules Jordan)
  - Joanna Angel pour BBQ Titmasters (BurningAngel/Mile High)
  - Bonnie Rotten pour Cape Fear XXX (DreamZone/Vantage)
  - Lee Roy Myers pour The Doctor Whore Porn Parody (Wood Rocket/Digital Sin)
  - Jim Powers pour E.T. XXX: A DreamZone Parody (DreamZone/Vantage)
  - Will Ryder pour Not Jersey Boys XXX: A Porn Musical (X-Play/Pulse)
  - Lee Roy Myers pour Pornocopia (Wood Rocket/Zero Tolerance)
  - Axel Braun pour Snow White XXX: An Axel Braun Parody (Wicked Fairy Tales)
  - Axel Braun pour Spider-Man XXX 2: An Axel Braun Parody (VividXXXSuperheroes)
  - Stuart Canterbury pour This Ain’t Boardwalk Empire XXX (Hustler/Girlfriends)
  - Brando pour The Whore of Wall Street (Brazzers)

### Prix décernés aux films

#### Film de l'année (Movie of the Year)
- 24 XXX: An Axel Braun Parody

#### Meilleure comédie (Best Comedy)
- Bikini Babes Are Shark Bait (BurningAngel/Mile High)
- Nommés :
  - The Landlord (Zero Tolerance Entertainment)
  - The Long Hard Ride (Adam & Eve Pictures)
  - The Masterpiece (Wicked Pictures)
  - Mysterious Ways (Girlfriends Films)
  - Odd Jobs (Wicked Pictures)
  - Owner Gets Clipped (Smash Pictures)
  - Porno Pirates of the Pacific (Hustler/Girlfriends)
  - The Pornographer (Wicked Pictures)
  - Proud Parents (Girlfriends Films)
  - The Real Thing (Wicked Pictures)
  - Southern Hospitality (Girlfriends Films)
  - Squatter (Vivid Entertainment Group)
  - Switch (Wicked Pictures)
  - Vampire Cheerleaders (BurningAngel/Mile High)

#### Meilleur drame (Best Drama)
- Aftermath (Wicked Pictures)
- Nommés :
  - Apocalypse X (Digital Playground)
  - Champagne Showers (Digital Playground)
  - Forbidden Affairs: My Wife’s Sister (Sweet Sinner/Mile High)
  - The Gardener (Girlfriends Films)
  - Holly...Would (Wicked Pictures)
  - Hollywood Babylon (DV Productions/Evil Angel)
  - The Hunted: City of Angels (Miko Lee/Digital Playground)
  - Lollipop (Digital Playground)
  - Mother-Daughter Affair (Sweet Sinner/Mile High)
  - Silhouette (Girlfriends Films)
  - These Things We Do (Girlfriends Films)
  - Voracious: Season 2 (John Stagliano/Evil Angel)
  - Wetwork (Vivid Entertainment Group)
  - White Witch (Wicked Pictures)

#### Meilleure parodie (Best Parody)
- 24 XXX: An Axel Braun Parody (Wicked Pictures)
- Nommés :
  - 9 1/2 Weeks: An Erotic XXX Parody (Adam & Eve Pictures)
  - American Hustle XXX Porn Parody (Smash Pictures)
  - Austin Powers XXX: A Porn Parody (Vivid Entertainment Group)
  - Barbarella: A Kinky Parody (Kink.com/Jules Jordan)
  - Cape Fear XXX (DreamZone/Vantage)
  - Cinderella XXX: An Axel Braun Parody (Wicked Fairy Tales)
  - The Doctor Whore Porn Parody (Wood Rocket/Digital Sin)
  - E.T. XXX: A DreamZone Parody (DreamZone/Vantage)
  - Game of Bones: Winter Is Cumming (Wood Rocket/Zero Tolerance)
  - Not Jersey Boys XXX: A Porn Musical (X-Play/Pulse)
  - Snow White XXX: An Axel Braun Parody (Wicked Fairy Tales)
  - Spider-Man XXX 2: An Axel Braun Parody (VividXXXSuperheroes)
  - This Ain't Boardwalk Empire XXX (Hustler/Girlfriends)
  - The Whore of Wall Street (Brazzers)

#### Meilleur film d'amour (Best Romance Movie)
- Second Chances (New Sensations Romance)
- Nommés :
  - Art of Romance 2 (Erotica X/O.L. Entertainment)
  - At First Sight (Wicked Passions)
  - Eternal Passions 2 (Erotica X / O.L. Entertainment)
  - Haunted Hearts (Wicked Passions)
  - Hustler’s True Love Stories 2 (Hustler/Girlfriends)
  - The Laws of Love (New Sensations Romance)
  - Love Is in the Air (New Sensations Tales From the Heart)
  - Love Stories 2 (Erotica X/O.L. Entertainment)
  - Right Amount of Wrong (Wicked Pictures)
  - The Sexual Liberation of Anna Lee (New Sensations Erotic Stories)
  - Star Kissed (Wicked Pictures)
  - Summer Lovers (Intimate Encounters/Adult Source)
  - Sweetness and Light (Girlfriends Films)
  - Untamed Heart (Adam & Eve Pictures)

#### Meilleur film non-scénarisé (Best Non-Feature)
- Flesh Hunter 12 (Jules Jordan Video)
- Nommés :
  - Borders of Desire (DV Productions/Evil Angel)
  - Brazzers 10th Anniversary (Brazzers)
  - Dark Perversions 3 (Kelly Madison/Juicy)
  - Dirty Little Sex Dolls (Vivid Entertainment Group)
  - James Deen's 7 Sins: Greed (James Deen/Girlfriends)
  - Killers (Cobra Films)
  - Natural Beauties (Babes)
  - Performers of the Year 2014 (Elegant Angel Productions)
  - Pure Desire (Erotica X/O.L. Entertainment)
  - Rocco’s Coming in America (Rocco Siffredi/Evil Angel)
  - Selfies (Wicked Pictures)
  - She’s So Small (Porn Pros/Pulse)
  - Totally Unprofessional 3 (Mike John/Jules Jordan)
  - White Room 3 (Kelly Madison/Juicy)

#### Meilleur film «anal» (Best Anal Release)
- Ass Worship 15 (Jules Jordan Video)
- Nommés :
  - Anal Candy Disco Chicks (Mental Beauty/Girlfriends)
  - Anal Fanatic 6 (Elegant Angel Productions)
  - Anal Inferno 3 (Mike Adriano/Evil Angel)
  - Anal POV Style (Hard X/O.L. Entertainment)
  - Ass Factor 5 (The Ass Factory/Jules Jordan)
  - Babysit My Ass 3 (Joey Silvera/Evil Angel)
  - Breaking Asses 2 (Cumlouder/Pure Play)
  - DP Me (Hard X/O.L. Entertainment)
  - James Deen Loves Butts 2 (James Deen/Girlfriends)
  - My Sister's First Anal (Digital Sin)
  - Screaming Assgasms! 2 (Jules Jordan Video)
  - Teens Love Anal (Brazzers)
  - Young Sodomy (Teen Erotica/Juicy)
  - Yoga Butt Sluts (Jonni Darkko/Evil Angel)

#### Meilleure série «anal» (Best Anal Series)
- Wet Asses (Jules Jordan Video)
- Nommés :
  - Angelic Asses (Devil’s Film)
  - Ass Factor (The Ass Factory/Jules Jordan)
  - Assed Out (North Pole/Juicy)
  - Babysit My Ass (Joey Silvera/Evil Angel)
  - Big Butts Like It Big (Brazzers)
  - Big Wet Butts (Brazzers)
  - DP My Wife With Me (Reality Junkies/Mile High)
  - Evil Anal (Manuel Ferrara/Evil Angel)
  - Inside Her Ass (Mike Adriano/Evil Angel)
  - Let’s Try Anal (Mofos/Brazzers)
  - The LeWood Anal Hazing Crew (LeWood/Evil Angel)
  - Mr. Anal (Bang Productions)
  - Put It in Her Ass (Reality Kings)
  - Teen Anal (Teen Erotica/Juicy)

#### Meilleur film «lesbiennes» (Best All-Girl Release)
- Alexis & Asa (Adam & Eve Pictures) et Women Seeking Women 100 (Girlfriends Films)
- Nommés :
  - Dirty Panties 2 (Belladonna/Evil Angel)
  - Female Seduction (Airerose/Evolution)
  - Girls Kick Ass XXX (Porno Jesus Studios)
  - Hustler's Girl on Girl Milk (Hustler/Girlfriends)
  - Latin Lust (Addicted 2 Girls)
  - Lesbian Beauties 11: All Black Beauties (Sweetheart/Mile High)
  - Lesbian First Timers (Girlfriends Films)
  - Lexi Belle Loves Girls (Sweetheart/Mile High)
  - Perverted Lesbian Panty Sniffers (Lethal Hardcore/Pulse)
  - Secret Life of a Lesbian (Pink Velvet/Smash)
  - Sisterly Love (Digital Sin Tabu Tales)
  - There's Only One Ryan Ryans (Addicted 2 Girls)
  - Twisted Fate (Girl Co./Black Market)

#### Meilleure série «lesbiennes» (Best All-Girl Series)
- Girls Kissing Girls (Sweetheart/Mile High)
- Nommés :
  - C yoU Next Tuesday (Forbidden Fruits/Exile)
  - Haze Her (Morally Corrupt/Jules Jordan)
  - Hot Lesbian Love (Girlfriends Films)
  - Hustler's Girl on Girl (Hustler/Girlfriends)
  - Lesbian Anal P.O.V. (DV Productions/Evil Angel)
  - Lesbian Beauties (Sweetheart/Mile High)
  - Me and My Girlfriend (Girlfriends Films)
  - Mother-Daughter Lesbian Lessons (Forbidden Fruits/Exile)
  - My Roommate's a Lesbian (Zero Tolerance Entertainment)
  - Party of Three (Bang Productions)
  - Seduced by a Real Lesbian (Lethal Hardcore/Pulse)
  - The Seduction of... (Devil’s Film)
  - We Live Together (Reality Kings)
  - Women Seeking Women (Girlfriends Films)

#### Meilleur film «solo» (Best Solo Release)
- All Natural Glamour Solos 4 (Girlfriends Films)
- Nommés :
  - The Beautiful Solo 3 (New Sensations)
  - Curvy Casting Couch (Aiden Starr/Evil Angel)
  - Glamour Solos 2 (Girlfriends Films)
  - Hot Bikini Girls (DDF Productions)
  - I Love Big Toys 39 (Digital Sin)
  - Masturbation Moments (abbywinters.com/Wicked)
  - Me, Myself & I (Babes)
  - My Gigantic Toys 19 (Devil's Film)
  - Naughty Little Masturbator (Pornstar Platinum/Pulse)
  - Selfish Pleasure (abbywinters.com/Wicked)
  - Sexual Urges (abbywinters.com/Wicked)

#### Meilleur film «oral» (Best Oral Release)
- Wet Food 5 (Jonni Darkko/Evil Angel)
- Nommés :
  - Big Dick Gloryholes 12 (Lethal Hardcore/Pulse)
  - Blow Me Off (David Perry/Evil Angel)
  - Blowjob Fridays 9 (Bang Productions)
  - Cum Crossfire (Jonni Darkko/Evil Angel)
  - Faces Loaded (Jules Jordan Video)
  - Facial Violation 3 (LeWood/Evil Angel)
  - Facialized (Hard X/O.L. Entertainment)
  - Gloryhole Confessions 10 (Lethal Hardcore/Pulse)
  - I Came on James Deen's Face (James Deen/Girlfriends)
  - Let Me Suck You 6 (Elegant Angel Productions)
  - Sloppy Cocksuckers 2 (Mike Adriano/Evil Angel)
  - Sloppy Head 5 (Jonni Darkko/Evil Angel)
  - Slurpy Throatsluts 2 (Mike Adriano/Evil Angel)
  - Teenage Cocksuckers 3 (Team Skeet/Pulse)

#### Meilleur film «POV» (Best POV Release)
- Lex's Point of View (Lexington Steele/Evil Angel)
- Nommés :
  - Girlfriend Experience (Porn Pros/Pulse)
  - Manuel’s Fucking POV (Jules Jordan Video)
  - Mr. Pete's POV 2 (Vivid Entertainment Group)
  - Panty Pops 9 (Kevin Moore/Buttman/Evil Angel)
  - POV Pervert 17 (Mike John/Jules Jordan)
  - POV Punx 9: Super Star Edition (BurningAngel/Mile High)
  - A POV Sphinctacular (LeWood/Buttman/Evil Angel)
  - Real Amateurs Fuck for Dollars (Team Skeet/Pulse)
  - Spandex Loads 8 (Kevin Moore/Buttman/Evil Angel)
  - Tanlines 4 (Kevin Moore/Buttman/Evil Angel)
  - Tease Me POV (Wicked Pictures)

#### Meilleuresextapede célébrité (Best Celebrity Sex Tape)
- Tila Tequila 2: Backdoored & Squirting (Vivid Celeb)
- Nommés :
  - Farrah 2: Backdoor & More (Vivid Celeb)
  - Mimi & Nikko: Scandal in Atlanta (Vivid Celeb)
  - Myla Sinanaj: The Anti-Kim XXX (Vivid Celeb)
  - Tami Erin: The Sex Tape (Zero Tolerance Entertainment)

#### Meilleure nouvelle série (Best New Series)
- Tabu Tales (Digital Sin)
- Nommés :
  - Alien Ass Party (Joey Silvera/Evil Angel)
  - BangBros 18 (Bang Productions)
  - Big Anal Asses (Hard X/O.L. Entertainment)
  - Black Panthers (Lexington Steele/Evil Angel)
  - Fornication 101 (Devil’s Film)
  - Girl Next Door Likes It Dirty (Porn Pros/Pulse)
  - The Lesbian Cooking Show (Girl Co./Black Market)
  - Pure (Airerose/Evolution)
  - Sexually Explicit (Girlfriends Films)
  - Student Bodies (Sweet Sinner/Mile High)
  - Sweet Petite (Jules Jordan Video)
  - Teen Manipulations (Forbidden Fruits/Exile)
  - When Pornstars Attack! (MeanBitch/Evil Angel)
  - Wicked Fairy Tales (Wicked Pictures)

#### Meilleure série continue (Best Continuing Series)
- Oil Overload (Jules Jordan Video)
- Nommés :
  - Born Flirty (Kelly Madison/Juicy)
  - Corrupt Schoolgirls (Reality Junkies/Mile High)
  - Cuties (Elegant Angel Productions)
  - Jerkoff Material (Mike John/Jules Jordan)
  - Jessica Drake's Guide to Wicked Sex (Wicked Pictures)
  - Lex’s Breast Fest (Lexington Steele/Evil Angel)
  - Massage Creep (Porn Pros/Pulse)
  - Mother & Daughter Cocksucking Contest (Devil’s Film)
  - Naughty Bookworms (Naughty America/Pure Play)
  - Pornstars Like It Big (Brazzers)
  - Seduction (Elegant Angel Productions)
  - Slutty & Sluttier (Manuel Ferrara/Evil Angel)
  - Threesome Fantasies Fullfilled (Pure Passion/Digital Sin)
  - Too Big for Teens (Reality Junkies/Mile High)

#### Meilleur film «amateurs» (Best Amateur Release)
- Dare Dorm 20 (Reality Kings)
- Nommés :
  - 100% Pure Amateur Teens 22 (Platinum Media/Pulse)
  - 100% Real Swingers: Kentucky (Vivid Entertainment Group)
  - 100% Real Teen Swingers of Atlanta (Vivid Entertainment Group)
  - Amateur Anal Attempts 37 (Homegrown/Girlfriends)
  - Anal First Timers (Desperate Pleasures/Pure Play)
  - Dancing Bear 16 (Morally Corrupt/Jules Jordan)
  - First World Amateurs in Japan: MILF Edition 4 (Third World Media)
  - GF Revenge 9 (Reality Kings)
  - Girls and Their Boys 12 (abbywinters.com/Wicked)
  - Girls Dreaming of Girls (abbywinters.com/Wicked)
  - Girls Gaming Girls (abbywinters.com/Wicked)
  - Homegrown Video 851 (Homegrown/Girlfriends)
  - Just 18 Ripe ‘n’ Ready 13 (Amateur XXX/Pulse)
  - Monsters of Jizz 20: Fill My Mouth (DreamGirls)

#### Meilleur film «pro-am» (Best Pro-Am Release)
- Amateur POV Auditions 6 (Amateur Allure/Jules Jordan)
- Nommés :
  - Amateur Introductions 5 (Amateur Allure/Jules Jordan)
  - Bang Bus 47 (Bang Productions)
  - Brand New Faces 43 (Vivid Entertainment Group)
  - Casting Couch Amateurs 9 (Porn Pros/Pulse)
  - College Rules 17 (Morally Corrupt/Jules Jordan)
  - Cum Swallowing Auditions 7 (Amateur Allure/Jules Jordan)
  - Dorm Invasion 8 (Bang Productions)
  - First Time Auditions 29 (Reality Kings)
  - Fucking Amateurs (Nacho Vidal/Evil Angel)
  - I Know That Girl 19 (Mofos/Brazzers)
  - James Deen’s Sex Tapes: First Time Pornos (James Deen/Girlfriends)
  - New Girl in Town 16 (Porno Dan/Pure Play)
  - Raw Talent (airerose/Evolution)
  - Spring Break Fuck Parties 2 (Team Skeet/Pulse)

#### Meilleure série «amateurs/pro-am» (Best Amateur/Pro-Am Series)
- Brand New Faces (Vivid Entertainment Group)
- Nommés :
  - 100% Pure Amateur Teens (Platinum Media/Pulse)
  - 100% Real Swingers (Vivid Entertainment Group)
  - Amateur Anal Attempts (Homegrown/Girlfriends)
  - Bang Bus (Bang Productions)
  - College Rules (Morally Corrupt/Jules Jordan)
  - College Sex Tapes (Amateur XXX/Pulse)
  - Cum Swallowing Auditions (Amature Allure/Jules Jordan)
  - Dare Dorm (Reality Kings)
  - First Time Auditions (Reality Kings)
  - Fuck a Fan (Immoral/Pure Play)
  - Girls and Their Boys (abbywinters.com/Wicked)
  - Homegrown Video (Homegrown/Girlfriends)
  - Monsters of Jizz (DreamGirls)
  - Real Slut Party (Mofos/Brazzers)

#### Meilleur filmBDSM(Best BDSM Movie)
- Brandy Aniston Is Fucked (Deviant/Metro)
- Nommés :
  - Bad Habits (Anastasia Pierce/Pulse)
  - Balls Destroyed (Men Are Slaves/Third World)
  - Barbarella: A Kinky Parody (Kink.com/Jules Jordan)
  - Bound by Desire 3: A Property of Love (Smash Pictures)
  - Damsels in Distress (Jim Powers/Juicy)
  - Device Bondage 2 (Kink.com/Jules Jordan)
  - Gord’s Kinky Slave Disposal (Crowned Jewell/Pulse)
  - Hogtied 3 (Kink.com/Jules Jordan)
  - Masochistic Masturbation (Aiden Starr/Evil Angel)
  - Pussy Whipped (Aiden Starr/Evil Angel)
  - Shades of Scarlet (Zero Tolerance Entertainment)
  - Submission (Deviant/Metro)
  - To the Core (Mental Beauty/Girlfriends)
  - Treacherous (Severe Society Films)

#### Meilleur film «grosse poitrine» (Best Big Bust Release)
- Bra Busters 5 (Jules Jordan Video)
- Nommés :
  - Baby Got Boobs 14 (Brazzers)
  - Big Breast Nirvana (DD Busty/Exquisite)
  - Big Busty Workout 3 (Zero Tolerance Entertainment)
  - Big Tit Centerfolds 4 (Kevin Moore/Evil Angel)
  - Big Tit Fantasies 2 (Reality Junkies/Mile High)
  - Big Tits Round Asses 33 (Bang Productions)
  - Big Wet Breasts (Jules Jordan Video)
  - Big Wet Tits 13 (Elegant Angel Productions)
  - I Love My Sister's Big Tits (Digital Sin)
  - James Deen’s Big Boob Massage Movie (James Deen/Girlfriends)
  - Rack City Titty (Airerose/Evolution)
  - Stacked (Hard X/O.L. Entertainment)
  - Tits and Tattoos (BurningAngel/Mile High)
  - Young & Blossomed (Kelly Madison/Juicy)

#### Meilleur film «gros derrière» (Best Big Butt Release)
- Wet Asses 4 (Jules Jordan Video)
- Nommés :
  - Angelic Asses 3 (Devil’s Film)
  - Ass Hats (LeWood/Evil Angel)
  - Ass Parade 44 (Bang Productions)
  - Big Anal Asses (Hard X/O.L. Entertainment)
  - Big Ass Crush (airerose/Evolution)
  - Big Butt Slide (Smash Pictures)
  - Big Wet Asses 23 (Elegant Angel Productions)
  - Big Wet Butts 12 (Brazzers)
  - Church of Bootyism 4 (New Sensations)
  - Epic Asses (New Sensations)
  - Massive Asses 7 (Elegant Angel Productions)
  - Phat Ass White Girls 7 (Morally Corrupt/Jules Jordan)
  - Rear View 4 (Jules Jordan Video)
  - Supreme Booty (Mike Adriano/Evil Angel)

#### Meilleur film «ethnique» (Best Ethnic Release)
- Latinas on Fire (Jules Jordan Video)
- Nommés :
  - 8th Street Latinas 26 (Reality Kings)
  - Asian Fucking Nation 5 (Jonni Darkko/Evil Angel)
  - Big Ass Brazilian Butts 10 (Reality Kings)
  - Black Panthers 2 (Lexington Steele/Evil Angel)
  - Caramel Hunnies (Elegant Angel Productions)
  - DominAsian (Deviant/Metro)
  - Happy Tugs 7 (Reality Kings)
  - Island Lays (Hustler/Girlfriends)
  - Rocco's Asian Attack (Rocco Siffredi/Evil Angel)
  - Sexy Senoritas 11 (Immoral/Pure Play)
  - Simply Asian (Adam & Eve Pictures)
  - Sista Swap (Black Market Entertainment)
  - Teen Brazil 12 (Third World Media)
  - Whornitas 2 (Devil’s Film)

#### Meilleur film «interracial» (Best Interracial Release)
- Dani Daniels Deeper (Blacked/Jules Jordan)
- Nommés :
  - Back in Black (DV Productions/Evil Angel)
  - Big Black Dicks & Tattooed Chicks (BurningAngel/Mile High)
  - Black Beauties (New Sensations)
  - Black Heat 2 (Jules Jordan Video)
  - Black Owned 5 (Jules Jordan Video)
  - Blondes Go Black (Hard X/O.L. Entertainment)
  - Completely Wicked 2 (Wicked Pictures)
  - Dark Meat 6 (Belladonna/Evil Angel)
  - The Housewives of Lex Steele 2 (DreamZone/Vantage)
  - Lex the Impaler 8 (Jules Jordan Video)
  - My Black Stepdaddy Disciplined Me Now My Pussy Is Sore! (Lethal Hardcore/Pulse)
  - Nikki Benz Jungle Fever (Jules Jordan Video)
  - Pretty Petite (Elegant Angel Productions)
  - White Is the New Black (Zero Tolerance Entertainment)

#### Meilleure série «ethnique» ou «interracial» (Best Ethnic/Interracial Series)
- Lex Turns Evil (Lexington Steele/Evil Angel)
- Nommés :
  - 8th Street Latinas (Reality Kings)
  - Black GF (Reality Kings)
  - Black Listed (Vince Vouyer Unleashed/Jules Jordan)
  - The Brother Load (Jules Jordan Video)
  - Deep Inside Lil’ Latina Holes (Team Skeet/Pulse)
  - Diesel Dongs (Bang Productions)
  - I Like Black Boys (Devil’s Film)
  - Latin Adultery (Naughty America/Pure Play)
  - Latina Sex Tapes (Mofos/Brazzers)
  - Monsters of Cock (Bang Productions)
  - My New Black Stepdaddy (Devil’s Film)
  - My New White Stepdaddy (Devil’s Film)
  - Petite Chicks Stretched by Black Monster Dicks (Lethal Hardcore/Pulse)
  - Teen Thailand (Third World Media)

#### Meilleur film «MILF» (Best MILF Release)
- Dirty Rotten Mother Fuckers 7 (Jules Jordan Video)
- Nommés :
  - Cabana Cougar Club (Wicked Pictures)
  - Cathy 40, Cheating Housewife (Marc Dorcel/Wicked)
  - Freaky MILFs (Elegant Angel Productions)
  - How to Seduce a MILF (Shane’s World/Pulse)
  - Legendary Players (Airerose/Evolution)
  - Lex Is a Mother Fucker 2 (Lexington Steele/Evil Angel)
  - MILF Gape 3 (LeWood/Buttman/Evil Angel)
  - MILF Soup 34 (Bang Productions)
  - MILFs Like It Big (New Sensations)
  - MILFs Seeking Boys 6 (Reality Junkies/Mile High)
  - Mother's Seductions 2 (Forbidden Fruits/Exile)
  - Pornfidelity's Big Titty MILFs 5 (Kelly Madison/Juicy)
  - Sexual Divas (Lisa Ann/Jules Jordan
  - The Shadow of a MILF (Harmony Films)

#### Meilleur film «femme mure/jeune fille» (Best Older Woman/Younger Girl Release)
- Cougars, Kittens & Cock 3 (Jules Jordan Video)
- Nommés :
  - Accidentally Lesbian (Forbidden Fruits/Exile)
  - Cosplay Queens & Tied Up Teens (Filly Films/Combat Zone)
  - Couples Bang The Babysitter 10 (Lethal Hardcore/Pulse)
  - Couples Seeking Teens 14 (Reality Junkies/Mile High)
  - Finger Lickin Girlfriends 3: Soccer Lesbians (Smash Pictures)
  - Lesbian Adventures: Older Women, Younger Girls 5 (Sweetheart/Mile High)
  - Lesbian Seductions Older/Younger 46 (Girlfriends Films)
  - Lesbian Training Day 2 (Forbidden Fruits/Exile)
  - Let's Bang the Babysitter (Zero Tolerance Entertainment)
  - Mom & Dad Are Fucking My Friends 14 (Doghouse/Mile High)
  - Moms Bang Teens 6 (Reality Kings)
  - The Ream Team (Girl Co./Black Market)
  - Show Her How (Adam & Eve Pictures)
  - Teens vs MILFs (Rocco Siffredi/Evil Angel)

#### Meilleur film orgie/gangbang (Best Orgy/Gangbang Release)
- Gangbang Me (Hard X/O.L. Entertainment)
- Nommés :
  - 4 Men and a Lady: A Gang Bang (New Sensations)
  - Baseball Orgy (Zero Tolerance Entertainment)
  - Black Cherry Cheerleaders: A Gang Bang Movie (Black Market Entertainment)
  - Block Party: The Chillin' Grillin' Orgy (Black Market Entertainment)
  - James Deen's 7 Sins: Gluttony (James Deen/Girlfriends)
  - Juvenile Rampage (Harmony Films)
  - Manuel Ferrara's Reverse Gangbang 2 (Jules Jordan Video)
  - My First Gangbang 5 (Third Degree Films)
  - Orgy Masters 4 (Jules Jordan Video)
  - Swingers Orgies 7 (Doghouse/Mile High)
  - This Is My First... A Gang Bang Movie (Digital Sin)
  - Unplanned Orgies 19 (Porno Dan/Pure Play)
  - Veruca James: No Limits (Zero Tolerance Entertainment)
  - World Class Wrecking Crew: A Gangbang Movie (Illicit Behavior/Black Market)

#### Meilleur film scénarisé étranger (Best Foreign Feature)
- Anissa Kate the Widow (Marc Dorcel/Wicked)
- Nommés :
  - Ass, Cash & Politics (Private/Pure Play)
  - Ballerina by Day Escort by Night (Marc Dorcel/Wicked)
  - City of Vices (Digital Playground)
  - Down on Abby: Tales From Bottomley Manor (Harmony Films)
  - Footballers' Housewives (Marc Dorcel/Wicked)
  - I Dream of Jo: True Passion (Viv Thomas/Girlfriends)
  - Lola the Virgin (Marc Dorcel/Wicked)
  - The Matchmaker (Joy Bear/Wicked)
  - My Stepmother Is a Vampire (Private/Pure Play)
  - My Very First Time (Marc Dorcel/Wicked)
  - The Night Patrol (Marc Dorcel/Wicked)
  - A Novice Lawyer (Marc Dorcel/Wicked)
  - Riot Girls (Joy Bear/Wicked)
  - A Virgin’s First Time (Marc Dorcel/Wicked)

#### Meilleur film non-scénarisé étranger (Best Foreign Non-Feature)
- Anissa and Lola at Nurses' School (Marc Dorcel/Wicked)
- Nommés :
  - Cumshot Weddings (Private/Pure Play)
  - Fishing for Pussy (Nacho Vidal/Evil Angel)
  - Hardcore Fever (Anal X/Exquisite)
  - My Wife's Seduction in Santorini (Sirina Entertainment)
  - Pornochic 24: Ariel & Lola (Marc Dorcel/Wicked)
  - Prison (Marc Dorcel/Wicked)
  - Public Invasion 16 (Bang Productions)
  - Rocco’s Perfect Slaves 2 (Rocco Siffredi/Evil Angel)
  - Russian Institute 19: Holidays at My Parents (Marc Dorcel/Wicked)
  - Sex Art: Pure Pleasure (MetArt/Girlfriends)
  - Sex in Venice (Harmony Films)
  - Sexpresso (Viv Thomas/Girlfriends)
  - Taste (Joy Bear/Wicked)
  - Young Harlots: Slutty Delinquents (Harmony Films)

### Prix décernés aux scènes

#### Meilleure scène de séduction ou de masturbation (Best Solo/Tease Performance)
- Anikka Albrite, Dani Daniels et Karlie Montana pour Anikka 2 (Hard X/O.L. Entertainment)
- Nommés :
  - Summer Brielle pour 9 ½ Weeks: An Erotic XXX Parody (Adam & Eve Pictures)
  - Asa Akira pour Asa Gets Wicked [scène 4] (Wicked Pictures)
  - Aidra Fox pour The Beautiful Solo 3 (New Sensations)
  - Jada Stevens pour Big Anal Asses (Hard X/O.L. Entertainment)
  - Nikki Benz pour Brazzers 10th Anniversary (Brazzers)
  - Scarlet Red pour Cuties 7 (Elegant Angel Productions)
  - Allie Haze pour Dirty Little Sex Dolls (Vivid Entertainment Group)
  - Gabriella Paltrova et Remy LaCroix pour Gabi Gets Girls (Belladonna/Evil Angel)
  - A.J. Applegate pour Gangbang Me (Hard X/O. L. Entertainment)
  - Tiffany Star pour Girls Kick Ass XXX [scène 5] (Porno Jesus Studios)
  - Adriana Chechik pour I Love Big Toys 39 (Digital Sin)
  - Tasha Reign pour Reign Over Me [scène 2] (Reign Productions/Girlfriends Films)
  - Romi Rain pour SeXXXploitation of Romi Rain [disque 2 scène 2] (Desire Films/Girlfriends)
  - Riley Reid pour Sweet Petite (Jules Jordan Video)

#### Meilleure scène de sexe entre deux femmes (Best Girl/Girl Sex Scene)
- Gabriella Paltrova et Remy LaCroix pour Gabi Gets Girls (Belladonna/Evil Angel)
- Nommées :
  - Penny Pax et Alektra Blue pour 24 XXX: An Axel Braun Parody (Wicked Pictures)
  - Bonnie Rotten et Jesse Jane pour 4Ever (Digital Playground)
  - Stevie Shae et Verónica Rodríguez pour Apocalypse X (Digital Playground)
  - Jodi West et Callie Calypso pour Call Me Mother (Forbidden Fruits/Exile)
  - Casey Calvert et Jada Stevens pour Dirty Panties 2 (Belladonna/Evil Angel)
  - Lexi Belle et Raven Rockette pour Lexi Belle Loves Girls (Sweetheart/Mile High)
  - Kaylani Lei et Abigail Mac pour The Masterpiece (Wicked Pictures)
  - Dana DeArmond et Adriana Chechik pour A Mother Daughter Thing (Digital Sin Tabu Tales)
  - Aidra Fox et Cassie Laine pour Secret Life of a Lesbian (Pink Velvet/Smash)
  - Aaliyah Love et Ryan Ryans pour There's Only One Ryan Ryans (Addicted 2 Girls)
  - Jiz Lee et Sovereign Syre pour Tombois 2 (Sweetheart/Mile High)
  - Stoya et Lea Lexis pour Voracious: Season 2 Volume 1 (John Stagliano/Evil Angel)
  - Dani Daniels et Capri Cavanni pour The Whore of Wall Street (Brazzers)
  - Prinzzess FelicityJade et Veruca James pour Women Seeking Women 100 (Girlfriends Films)

#### Meilleure scène desexe de groupeentre femmes (Best All-Girl Group Sex Scene)
- Anikka Albrite, Dani Daniels et Karlie Montana pour Anikka 2 (Hard X/O.L. Entertainmentl)
- Nommées :
  - Alexis Texas, Asa Akira, Dani Daniels et Skin Diamond pour Alexis & Asa (Adam & Eve Pictures)
  - Chloe Amour, Gigi Allens, Natasha Voya, Penelope Stone, Sami St. Clair et Veronica Radke pour All Girl Adventure: RV Edition (Girl Co./Black Market)
  - Carter Cruise, Samantha Saint et Penny Pax pour Cinderella XXX: An Axel Braun Parody (Wicked Fairy Tales)
  - Odile, Mischa Brooks et Rilynn Rae pour Conjoined (Girlfriends Films)
  - Aaliyah Love, Cherie DeVille et Kendall Karson pour Lesbian Touch (Girlfriends Films)
  - Presley Hart, Holly Michaels, Maddy O'Reilly, Kristina Rose et Lisa Ann pour Lisa Ann’s School of MILF (Lisa Ann/Jules Jordan)
  - India Summer, Maddy O'Reilly et Remy LaCroix pour Mysterious Ways (Girlfriends Films)
  - Sarah Shevon, Vicki Chase et Lily LaBeau pour Pretty Sloppy 5 (Jay Sin/Evil Angel)
  - Courtney Trouble, Siouxsie Q. et Maxine Holloway pour San Francisco Lesbians: SCISSR Sex App (Pink Velvet/Smash)
  - Chanell Heart, Myeshia Nikole, Tori Taylor et Cali Sweets pour Sisterhood: All Girl Orgies (Black Market Entertainment)
  - Jenna J. Ross, Kiera Winters et Lola Foxx pour Three's a Charm (Webyoung/Gamma/Pulse)
  - Anikka Albrite, Carter Cruise, Dana DeArmond, Sara Luvv, Marina Angel et Cati Parker pour Twisted Fate (Girl Co,/Black Market)
  - Joanna Angel, Jessie Lee, Draven Star, Veronica Layke et Krissie Dee pour Vampire Cheerleaders (BurningAngel/Mile High)
  - Jessie Volt, Roxy Raye et Ashley Fires pour Voracious: Season 2 Volume 3 (John Stagliano/Evil Angel)

#### Meilleure scène desexe anal(Best Anal Sex Scene)
- Adriana Chechik et Manuel Ferrara pour Internal Damnation 8 (Jules Jordan Video)
- Nommés :
  - Allie Haze et Lexington Steele pour Allie (Hard X/O.L. Entertainment)
  - Jodi Taylor et James Deen pour Anal Cuties (Hard X/O.L. Entertainment)
  - Gabriella Paltrova et Manuel Ferrara pour Anal Fanatic 6 (Elegant Angel Productions)
  - Aidra Fox et Mick Blue pour Anal POV Style (Hard X/O.L. Entertainment)
  - Madison Ivy et Mick Blue pour Brazzers 10th Anniversary (Brazzers)
  - Bonnie Rotten et Steve Holmes pour Climax (Elegant Angel Productions)
  - Kayden Kross et Manuel Ferrara pour Evil Anal 22 (Manuel Ferrara/Evil Angel)
  - Asa Akira et James Deen pour Holly…Would (Wicked Pictures)
  - Chanel Preston et Lexington Steele pour The Lexecutioner 2 (Lexington Steele/Evil Angel)
  - Dakota Skye et James Deen pour Meet Dakota (Digital Sin)
  - Skin Diamond et Rocco Siffredi pour Rocco’s Coming in America (Rocco Siffredi/Evil Angel)
  - Maddy O'Reilly et Lexington Steele pour Rump Raiders 5 (The Ass Factory/Jules Jordan)
  - Siri et Mick Blue pour Stacked 2 (Hard X/O.L. Entertainment)
  - Jada Stevens et Prince Yahshua pour Up That White Ass 4 (Elegant Angel Productions)

#### Meilleure scène dedouble pénétration(Best Double Penetration Sex Scene)
- Anikka Albrite, Mick Blue et Erik Everhard pour Anikka 2 (Hard X/O.L. Entertainment)
- Nommés :
  - Kagney Linn Karter, Prince Yahshua et Rico Strong pour Ass Worship 15 (Jules Jordan Video)
  - Yasmine de Leon, Toni Ribas et Ramon Nomar pour Black Heat 2 (Jules Jordan Video)
  - Bonnie Rotten, Ramon Nomar et Toni Ribas pour Bonnie Rotten Is Squirtwoman (Elegant Angel Productions)
  - Lea Lexis, Jason Brown et Nat Turnher pour Dark Meat 6 (Belladonna/Evil Angel)
  - Dahlia Sky, James Deen et Mick Blue pour DP Me (Hard X/O.L. Entertainment)
  - Veronica Avluv, Rico Strong et Wesley Pipes pour Freaky MILFs (Elegant Angel Productions)
  - A.J. Applegate, Toni Ribas et Ramon Nomar pour Internal Damnation 7 (Jules Jordan Video)
  - Carter Cruise, Ramon Nomar et Erik Everhard pour Meet Carter (Digital Sin)
  - Misha Cross, Ramon Nomar et Mick Blue pour Misha Cross Wide Open (Manuel Ferrara/Evil Angel)
  - Skin Diamond, James Deen et Mr. Pete pour Performers of the Year 2014 (Elegant Angel Productions)
  - Remy LaCroix, Tommy Pistol et James Deen pour Squatter (Vivid Entertainment Group)
  - Valentina Nappi, Marco Banderas et Ramon Nomar pour Sweet Petite (Jules Jordan Video)
  - Vicki Chase, Mick Blue et Chris Strokes pour V for Vicki (Jonni Darkko/Evil Angel)
  - Zoey Monroe, Ramon Nomar et James Deen pour Wet Asses 4 (Jules Jordan Video)

#### Meilleure scene de sexe entre deux hommes et une femme (Best Three-Way Sex Scene - B/B/G)
- Allie Haze, Ramon Nomar et Mick Blue pour Allie (Hard X/O.L. Entertainment)
- Nommés :
  - Carter Cruise, Van Wylde et Kurt Lockwood pour American Hustle XXX Porn Parody (Smash Pictures)
  - Cindy Starfall, Erik Everhard et Karlo Karrera pour Best New Starlets 2014 (Elegant Angel Productions)
  - Brooklyn Chase, Bill Bailey et Dane Cross pour Big Wet Tits 13 (Elegant Angel Productions)
  - Kleio Valentien, Bill Bailey et Tyler Knight pour Captain America XXX: An Axel Braun Parody (VividXXXSuperheroes)
  - Siri, Ramon Nomar et Toni Ribas pour From Both Ends (Digital Sin)
  - Dakota Skye, Jordan Ash et Ramon Nomar pour From Both Ends 2 (Digital Sin)
  - Keisha Grey, Mick Blue et James Deen pour Keisha (Hard X/O.L. Entertainment)
  - Maddy O'Reilly, Karlo Karrera et Ramon Nomar pour Performers of the Year 2014 (Elegant Angel Productions)
  - Penny Pax, Tommy Pistol et Preston Parker pour Private Lives 2 (Adam & Eve Pictures)
  - Riley Steele, Toni Ribas et Ramon Nomar pour Riley Goes Gonzo (Axel Braun/Wicked)
  - Romi Rain, Logan Pierce et Van Wylde pour Romi Rain Darkside (Jules Jordan Video)
  - Dani Daniels, Ramon Nomar et Toni Ribas pour Seduction 4 (Elegant Angel Productions)
  - Alina Li, Chris Strokes et Cody Sky pour Slut Puppies 8 (Jules Jordan Video)
  - Rachel Starr, Chris Strokes et Cody Sky pour Stacked Hardbodies (Jules Jordan Video)

#### Meilleure scène de sexe entre deux femmes et un homme (Best Three-Way Sex Scene - G/G/B)
- Dani Daniels, Anikka Albrite et Rob Piper pour Dani Daniels Deeper (Blacked/Jules Jordan)
- Nommés :
  - Allie Haze, Adriana Chechik et Manuel Ferrara pour Allie (Hard X/O.L. Entertainment/Mile High)
  - Veronica Avluv, Veruca James et Lexington Steele pour Anal Boot Camp 2 (Jules Jordan Video)
  - Casey Calvert, Adrianna Luna et Mike Adriano pour Anal Inferno 3 (Mike Adriano/Evil Angel)
  - Angela White, Kelly Divine et Manuel Ferrara pour Angela (AGW Entertainment/Girlfriends)
  - Lola Foxx, Mischa Brooks et Derrick Pierce pour Apocalypse X (Digital Playground)
  - Misha Cross, Ashlyn Molloy et Manuel Ferrara pour Fluid 2 (DV Productions/Evil Angel)
  - Ariana Marie, Keisha Grey et Manuel Ferrara pour Keisha (Hard X/O.L. Entertainment/Mile High)
  - Verónica Rodríguez, Luna Star et Ramon Nomar pour Latinas on Fire (Jules Jordan Video)
  - Jada Stevens, Phoenix Marie et Lexington Steele pour Lex the Impaler 8 (Jules Jordan Video)
  - Maddy O'Reilly, Skin Diamond et Erik Everhard pour Maddy O'Reilly Is Slutwoman (Elegant Angel Productions)
  - Riley Reid, Sara Luvv et James Deen pour Oil Overload 11 (Jules Jordan Video)
  - Lily LaBeau, India Summer et Steven St. Croix pour Proud Parents (Girlfriends Films)
  - Ash Hollywood, Chastity Lynn et Tommy Pistol pour Squatter (Vivid Entertainment Group)
  - Bonnie Rotten, Janice Griffith et Manuel Ferrara pour Squirt in My Face (Jules Jordan Video)

#### Meilleure scène desexe oral(Best Oral Sex Scene)
- Vicki Chase pour Let Me Suck You 6 (Elegant Angel Productions)
- Nommées :
  - Aidra Fox pour Amateur Introductions 14 (Amateur Allure/Jules Jordan)
  - Sarah Shevon pour Blowjob Face 2 (Vince Vouyer Unleahsed/Jules Jordan)
  - Carter Cruise et Penny Pax pour Cinderella XXX: An Axel Braun Parody (Wicked Fairy Tales)
  - Riley Reid pour Cum Crossfire (Jonni Darkko/Evil Angel)
  - Veronica Avluv pour Facialized (Hard X/O.L. Entertainment)
  - Jessie Andrews pour The Gardener (Girlfriends Films)
  - Jessica Drake pour Hot for Teacher (Wicked Pictures)
  - Keisha Grey pour Keisha (Hard X/O. L. Entertainment/Mile High)
  - Misha Cross pour Misha Cross Wide Open (Manuel Ferrara/Evil Angel)
  - Riley Steele pour Riley Goes Gonzo (Axel Braun/Wicked)
  - Romi Rain pour SeXXXploitation of Romi Rain [disc 1 scene 7] (Desire Films/Girlfriends)
  - Larkin Love pour She Swallows Sperm (Jonni Darkko/Evil Angel)
  - Jodi Taylor et Leya Falcon pour Sloppy Cocksuckers (Mike Adriano/Evil Angel)
  - Cameron Canada pour Wet Food 5 (Jonni Darkko/Evil Angel)

#### Meilleure scène «POV» (Best POV Sex Scene)
- Phoenix Marie et Lexington Steele pour Lex's Point of View (Lexington Steele/Evil Angel)
- Nommés :
  - Ava Dalush et Richie Calhoun pour The Doctor Whore Porn Parody (Wood Rocket/Digital Sin)
  - Luna Star, Verónica Rodríguez et Kevin Moore pour Dress Up Dolls (Kevin Moore/Evil Angel)
  - Jessa Rhodes et Danny Mountain pour Girlfriend Experience (Porn Pros/Pulse)
  - Ash Hollywood et Manuel Ferrara pour Manuel’s Fucking POV (Jules Jordan Video)
  - Anikka Albrite et Mr. Pete pour Mr. Pete's POV 2 (Vivid Entertainment Group)
  - Dakota Skye et Erik Everhard pour My Brothers Point of View (Digital Sin)
  - Gabriella Paltrova et Tim von Swine pour POV Pervert 16 (Mike John/Jules Jordan)
  - Casey Calvert et Tim von Swine pour POV Pervert 17 (Mike John/Jules Jordan)
  - Karmen Karma et Mr. Pete pour POV Punx 9: Super Star Edition (BurningAngel/Mile High)
  - Veronica Avluv et Mark Wood pour A POV Sphinctacular (LeWood/Buttman/Evil Angel)
  - Dahlia Sky et Rocco Siffredi pour Rocco’s Coming in America (Rocco Siffredi/Evil Angel)
  - August Ames et Kevin Moore pour Spandex Loads 8 (Kevin Moore/Evil Angel)
  - Dillion Harper et Kevin Moore pour Tanlines 4 (Kevin Moore/Buttman/Evil Angel)
  - Summer Brielle et Kevin Moore pour Tease Me POV (Wicked Pictures)

#### Meilleure scène de sexe homme/femme (Best Boy/Girl Sex Scene)
- Aidra Fox et Ryan Madison pour Jean Fucking (Kelly Madison/Juicy)
- Nommés :
  - Jessica Drake et Tyler Nixon pour Aftermath [scene 8] (Wicked Pictures)
  - Daisy Haze et Mike Adriano pour Bang Bros 18 #3 (Bang Productions)
  - Brandy Aniston et Barry Scott pour Brandy Aniston Is Fucked (Deviant/Metro)
  - Dana DeArmond et Michael Vegas pour Haunted Hearts (Wicked Passions)
  - Aaliyah Love et Ryan Driller pour Modern Romance (Wicked Pictures)
  - Nikki Benz et Lexington Steele pour Nikki Benz Jungle Fever (Jules Jordan Video)
  - Carmen Caliente et Chad White pour Not Jersey Boys XXX: A Porn Musical (X-Play/Pulse)
  - Riley Steele et Erik Everhard pour Riley Goes Gonzo (Axel Braun/Wicked)
  - Maddy O'Reilly et Xander Corvus pour The Sexual Liberation of Anna Lee (New Sensations Erotic Stories)
  - A.J. Applegate et Bruce Venture pour Silhouette (Girlfriends Films)
  - Lola Foxx et Manuel Ferrara pour Super Cute (Hard X/O.L. Entertainment)
  - Riley Reid et Ramon Nomar pour Sweet Petite (Jules Jordan Video)
  - Anikka Albrite et James Deen pour Voracious: Season 2 Volume 1 (John Stagliano/Evil Angel)
  - Dakota Skye et Clover pour Young & Glamorous 6 (Jules Jordan Video)

#### Meilleure scène de sexe de groupe (Best Group Sex Scene)
- A.J. Applegate, John Strong, Erik Everhard, Mr. Pete, Mick Blue, Ramon Nomar, James Deen et Jon Jon pour Gangbang Me (Hard X/O.L. Entertainment)
- Nommés :
  - Nevaeh Keyz, Jayden Starr, Yasmine De Leon, Cherry Hilson, Anila Avana, Evanni Solei et Rob Piper pour 1 Lucky Brother (Black Market Entertainment)
  - Roxanne Rae, Karlo Karrera, Jordan Ash, Tommy Pistol et John Strong pour 4 Men and a Lady (New Sensations)
  - Asa Akira, Aubrey Addams, Jessica Drake, Kaylani Lei, Sarah Jessie, Vicki Chase, Brad Armstrong, Eric Masterson, Erik Everhard, Mr. Pete, Ryan McLane et Tyler Nixon pour Aftermath (Wicked Pictures)
  - Christy Mack, Raven Bay, Rikki Six, Romi Rain, Danny D. et Keiran Lee pour Baby Got Boobs 14 (Brazzers)
  - Bonnie Rotten, Bill Bailey, Will Powers, Karlo Karrera, Ramon Nomar, Marcus London et Marco Banderas pour Bonnieland: A Gangbang Fantasy (Mental Beauty/Girlfriends Films)
  - Asa Akira, Samantha Saint, Kaylani Lei, Summer Brielle, Sophia Fiore, Remy LaCroix, James Deen, Mr. Pete, Eric Masterson, Bill Bailey et Brad Armstrong pour Holly…Would (Wicked Pictures)
  - James Deen, Veruca James, Dani Daniels, Karlie Montana, Maddy O'Reilly et Penny Pax pour King James (Zero Tolerance Entertainment)
  - Veruca James, Lisa Ann, Jason Brown, Jon Jon, Nat Turnher, Wesley Pipes et Mark Anthony pour Lisa Ann's Black Out 2 (Lisa Ann/Jules Jordan)
  - Carter Cruise, Dani Daniels, Candice Dare, Aidra Fox, Jillian Janson et Manuel Ferrara pour Manuel Ferrara's Reverse Gangbang 2 (Jules Jordan Video)
  - Mischa Brooks, Casey Calvert, Juelz Ventura, Xander Corvus, Tommy Pistol et Michael Vegas pour Nymphos (Wicked Pictures)
  - Lola Reve, Britney Amber, Lola Foxx, Anikka Albrite, Dahlia Sky, Abby Cross, Romi Rain, Alina Li, Kush Kush, Tommy Gunn, Coco, Toni Ribas, Mick Blue, Alan Stafford, Keni Styles, Bill Bailey, Giovanni Francesco, Karlo Karrera et Richie Calhoun pour Orgy Initiation of Lola, Marc Dorcel/Wicked;
  - Chanel Preston, Romi Rain, Alektra Blue, Summer Brielle, Dahlia Sky, Ramon Nomar, Erik Everhard et Mick Blue pour Orgy Masters 4 (Jules Jordan Video)
  - Dana DeArmond, Dillion Harper, Jessica Madison, Katie St. Ives, Sera Sheva, Rilynn Rae, Karmen Karma, Chad Alva, Daniel Hunter, Bradley Remington, Jason Matrix et Jessy Jones pour Private Lives (Adam & Eve Pictures)
  - Adriana Chechik, Jordan Ash, Karlo Karrera, Tommy Pistol et Ramon Nomar pour This Is My First... A Gang Bang Movie (Digital Sin)

#### Meilleure scène de sexe dans une production étrangère (Best Sex Scene in a Foreign-Shot Production)
- Samantha Bentley, Henessy et Rocco Siffredi pour Rocco’s Perfect Slaves 2 (Rocco Siffredi/Evil Angel)
- Nommés :
  - Cherry Kiss, Tarra White et Renato pour Anissa Kate the Widow (Marc Dorcel/Wicked)
  - Gina Gerson, Mike Angelo et Renato pour Ballerina by Day Escort by Night (Marc Dorcel/Wicked)
  - Tanya Tate, Roxy Mendez et Lexi Love pour Brit School Brats 2 (Filly Films/Combat Zone)
  - Jasmine Jae et Ian Scott pour City of Vices (Digital Playground)
  - Cathy Heaven, Emma Leigh et Demetri XXX pour Down on Abby: Tales From Bottomley Manor (Harmony Films)
  - Abbie Cat, Anna Polina, Markus Tynai et Vince Carter pour Footballers’ Housewives (Marc Dorcel/Wicked)
  - Julia Roca et Nacho Vidal pour Fucking the World Game (Nacho Vidal/Evil Angel)
  - Anissa Kate, Mugur et Totti pour Hardcore Fever (Anal X/Exquisite)
  - Henessy, Mira, Coco Del Mal, Tony DeSergio et Marco Banderas pour Juvenile Rampage (Harmony Films)
  - Alexis Crystal, Mike Angelo et Thomas Stone pour Prison (Marc Dorcel/Wicked)
  - Ariel Rebel et Lola Reve pour Russian Institute 19: Holiday at My Parents (Marc Dorcel/Wicked)
  - Dido Angel et Tommy Deer pour Sex Art: Pure Pleasure (MetArt/Girlfriends)
  - Tracy Lindsay et Iako Bell pour Sexpresso (Viv Thomas/Girlfriends)
  - Marica Hase et Michael Chapman pour XXX Fucktory: The Auditions (Rocco Siffredi/Evil Angel)

### Récompenses techniques

#### Meilleur scénario (Best Screenplay)
- Aftermath (Wicked Pictures) - Brad Armstrong
- Nommés :
  - Apocalypse X (Digital Playground) - DCypher
  - Call Me Mother (Forbidden Fruits/Exile) - Harry Sparks
  - Hollywood Babylon (DV Productions/Evil Angel) - Dana Vespoli
  - The Hunted: City of Angels (Miko Lee/Digital Playground) - Francois Clousot
  - The Laws of Love (New Sensations Romance) - Brownie Garcia
  - Lollipop (Digital Playground) - Jakodema
  - Odd Jobs (Wicked Pictures) - Jonathan Morgan
  - Second Chances (New Sensations Romance) - Jacky St. James
  - Shades of Scarlet (Zero Tolerance Entertainment) - Mike Quasar
  - Squatter (Vivid Entertainment Group) - James Deen
  - Switch (Wicked Pictures) - Stormy Daniels
  - These Things We Do (Girlfriends Films) - David Stanley
  - Voracious: Season 2 (John Stagliano/Evil Angel) - Lea Lexis et John Stagliano
  - Wetwork (Vivid Entertainment Group) - Mark Logan

#### Meilleur scénario - Parodie (Best Screenplay – Parody)
- 24 XXX: An Axel Braun Parody (Wicked Pictures) - Axel Braun et Eli Cross
- Nommés :
  - 9 1/2 Weeks: An Erotic XXX Parody (Adam & Eve Pictures) - DCypher
  - American Hustle XXX Porn Parody (Smash Pictures) - Will Ryder
  - Austin Powers XXX: A Porn Parody (Vivid Entertainment Group) - David Stanley
  - Barbarella: A Kinky Parody (Kink.com/Jules Jordan) - Lorelei Lee
  - BBQ Titmasters (BurningAngel/Mile High) - Joanna Angel et Dnothing
  - Cape Fear XXX (DreamZone/Vantage) - DCypher
  - Cinderella XXX: An Axel Braun Parody (Wicked Fairy Tales) - Axel Braun et Mischief Marie
  - The Doctor Whore Porn Parody (Wood Rocket/Digital Sin) - Lee Roy Myers et AJ Slater
  - Not Jersey Boys XXX: A Porn Musical (X-Play/Pulse) - Will Ryder
  - Pornocopia (Wood Rocket/Zero Tolerance) - Lee Roy Myers
  - Snow White XXX: An Axel Braun Parody (Wicked Fairy Tales) - Axel Braun et Mark Logan
  - Spider-Man XXX 2: An Axel Braun Parody (VividXXXSuperheroes) - Axel Braun et Mark Logan
  - This Ain't Girls XXX (Hustler/Girlfriends) - Stuart Canterbury
  - The Whore of Wall Street (Brazzers) - Leon Mickles et Allison M.

#### Meilleur montage (Best Editing)
- Apocalypse X (Digital Playground) - Joey Pulgadas
- Nommés :
  - 9 1/2 Weeks An Erotic XXX Parody (Adam & Eve Pictures) - Shadow Bradley
  - 24 XXX: An Axel Braun Parody (Wicked Pictures) - Mrs. Braun et Axel Braun
  - The Adventures of a Teddy Bear (Kelly Madison/Juicy) - Ryan Madison
  - Aftermath (Wicked Pictures) - Scott Allen
  - Austin Powers XXX: A Porn Parody (Vivid Entertainment Group) - Fletcher Martin
  - Ballerina by Day Escort by Night (Marc Dorcel/Wicked) - Cymballs et Chris
  - Barbarella: A Kinky Parody (Kink.com/Jules Jordan) - Milo Disgrace
  - Girls Kick Ass XXX (Porno Jesus Studios) - Hollywood Max
  - Killers (JacktheZipper) - JacktheZipper
  - Misha Cross Wide Open (Manuel Ferrara/Evil Angel) - Milo Popp
  - The Pornographer (Wicked Pictures) - Bryn Pryor
  - Second Chances (New Sensations Romance) - Gabrielle Anex
  - Shades of Scarlet (Zero Tolerance Entertainment) - Mike Quasar
  - Tasha's Pony Tales (Reign Productions/Girlfriends Films) - Sonny Malone

#### Meilleure direction artistique (Best Art Direction)
- Apocalypse X (Digital Playground)
- Nommés :
  - American Hustle XXX Porn Parody (Smash Pictures)
  - Austin Powers XXX: A Porn Parody (Vivid Entertainment Group)
  - Barbarella: A Kinky Parody (Kink.com/Jules Jordan)
  - Captain America XXX: An Axel Braun Parody (VividXXXSuperheroes)
  - Cinderella XXX: An Axel Braun Parody (Wicked Fairy Tales)
  - Game of Bones: Winter Is Cumming (Zero Tolerance Entertainment)
  - James Deen's 7 Sins: Pride (James Deen/Girlfriends)
  - Killers (Cobra Films)
  - Nerdgasm (Desire/Girlfriends)
  - Pornocopia (Wood Rocket/Zero Tolerance)
  - The Pornographer (Wicked Pictures)
  - Sleeping Beauty XXX: An Axel Braun Parody (Wicked Fairy Tales)
  - Tasha’s Pony Tales (Reign/Girlfriends)
  - Thor XXX: An Axel Braun Parody (VividXXXSuperheroes)

#### Meilleure photographie (Best Cinematography)
- Apocalypse X (Digital Playground) - Billy Visual et Jakodema
- Nommés :
  - 9 1/2 Weeks: An Erotic XXX Parody (Adam & Eve Pictures) - David Lord et Barrett Blade
  - The Adventures of a Teddy Bear (Kelly Madison Productions/Juicy) - Ryan Madison
  - Allie (Hard X/O.L. Entertainment) - Mason
  - Dani Daniels Deeper (Jules Jordan Video) - Greg Lansky
  - Down on Abby: Tales From Bottomley Manor (Harmony Films) - Paul G. et Gazzman
  - Footballers’ Housewives (Marc Dorcel/Wicked) - Philippe Pontellis
  - James Deen's 7 Sins: Greed (James Deen/Girlfriends) - Johnathan Taylor Thomas
  - Killers (Cobra Films) - Rick Shameless
  - The Laws of Love (New Sensations) - Eddie Powell
  - Sex Art 2: Pink Kiss (MetArt/Girlfriends Films) - Andrej Lupin et Don Caravaggio
  - Snow White XXX: An Axel Braun Parody (Wicked Fairy Tales) - Axel Braun, Alex Ladd, Robert Queensgate, Eli Cross et David Lord
  - Taste (Joy Bear/Wicked) - Justine Mii et Simon Ample
  - Voracious: Season 2 (John Stagliano/Evil Angel) - John Stagliano
  - Wetwork (Vivid Entertainment Group) - Bryn Pryor, Nic Danger et Alex Ladd

#### Meilleur maquillage (Best Makeup)
- Anal Candy Disco Chicks (Mental Beauty/Girlfriends) - Cammy Ellis
- Nommés :
  - American Hustle XXX Porn Parody (Smash Pictures) - May Balleen
  - Apocalypse X (Digital Playground) - Nichole
  - Austin Powers XXX: A Porn Parody (Vivid Entertainment Group) - Nichole
  - The Dating Game XXX: A Porn Parody (Vivid Entertainment Group) - Cammy Ellis et Mel
  - Game of Bones: Winter Is Cumming (Wood Rocket/Zero Tolerance) - Kina Hain et Glenn Alfonso
  - Hot Chicks Big Fangs (Digital Playground) - Peggy Druyun
  - Not Jersey Boys XXX: A Porn Musical (X-Play/Pulse) - Mila Vandamme
  - Pornocopia (Wood Rocket/Zero Tolerance) - Glenn Alfonso, Pam Barber et Kina Hain
  - SeXXXploitation of Romi Rain (Desire Films/Girlfriends) - Cammy Ellis
  - Sleeping Beauty XXX: An Axel Braun Parody (Wicked Fairy Tales) - Cammy Ellis et Melissa Makeup
  - Tasha's Pony Tales (Reign Productions/Girlfriends) - Peggy Prendeville
  - Thor XXX: An Axel Braun Parody (VividXXXSuperheroes) - Julie M. Knight, Cammy Ellis et Mistress Red
  - Voracious: Season 2 (John Stagliano/Evil Angel) - Lea Lexis
  - X-Men XXX: An Axel Braun Parody (VividXXXSuperheroes) - Cammy Ellis

#### Meilleure bande originale (Best Soundtrack)
- Not Jersey Boys XXX: A Porn Musical (X-Play/Pulse)
- Nommés :
  - 9 1/2 Weeks: An Erotic XXX Parody (Adam & Eve)
  - Barbarella: A Kinky Parody (Kink.com/Jules Jordan)
  - Bikini Babes Are Shark Bait (BurningAngel/Mile High)
  - Champagne Showers (Digital Playground)
  - Cinderella XXX: An Axel Braun Parody (Wicked Fairy Tales)
  - Fucking Mystic (Trouble Films/Pure Play)
  - Girls Kick Ass XXX (Porno Jesus Studios)
  - Kalina Ryu: Asian Fuck Doll (Jonni Darkko/Evil Angel)
  - The Long Hard Ride (Adam & Eve Pictures)
  - Manson Family XXX (Will Ryder Productions)
  - Nymphos (Wicked Pictures)
  - Phattys Rhymes & Dimes 21 (B. Pumper/Freaky Empire)
  - Voracious: Season 2 (John Stagliano/Evil Angel)
  - White Witch (Wicked Pictures)

#### Meilleurs effets spéciaux (Best Special Effects)
- Austin Powers XXX: A Porn Parody (Vivid Entertainment Group)
- Nommés :
  - Aftermath (Wicked Pictures)
  - Barbarella: A Kinky Parody (Kink.com/Jules Jordan)
  - Bikini Babes Are Shark Bait (BurningAngel/Mile High)
  - Cinderella XXX: An Axel Braun Parody (Wicked Fairy Tales)
  - E.T. XXX: A DreamZone Parody (DreamZone/Vantage)
  - Girls Kick Ass XXX (Porno Jesus Studios)
  - Hot Chicks Big Fangs (Digital Playground)
  - No Way Out (Digital Playground)
  - Pornocopia (Wood Rocket/Zero Tolerance)
  - Sleeping Beauty XXX: An Axel Braun Parody (Wicked Fairy Tales)
  - Spider-Man XXX 2: An Axel Braun Parody (VividXXXSuperheroes)
  - Thor XXX: An Axel Braun Parody (VividXXXSuperheroes)
  - Voracious: Season 2 (John Stagliano/Evil Angel)
  - X-Men XXX: An Axel Braun Parody (VividXXXSuperheroes)

### Récompenses pour le marketing

#### Meilleur campagne de marketing institutionnel (Best Marketing Campaign – Company Image)
- Forbidden Fruits Films
- Nommés :
  - Adam & Eve
  - BurningAngel Entertainment
  - DreamZone Entertainment
  - Evil Angel
  - Exile Distribution
  - Girlfriends Films
  - Homegrown Video
  - Jules Jordan Video
  - Kelly Madison Media
  - Mile High Media
  - Monarchy Distribution
  - New Sensations/Digital Sin
  - Vivid Entertainment Group
  - Wicked Pictures

#### Meilleur campagne de marketing - Projet individuel (Best Marketing Campaign – Individual Project)
- Not Jersey Boys XXX: A Porn Musical (X-Play/Pulse)
- Nommés :
  - Aftermath (Wicked Pictures)
  - Apocalypse X (Digital Playground)
  - Brazzers 10th Anniversary (Brazzers)
  - The Doctor Whore Porn Parody (Wood Rocket/Digital Sin)
  - Game of Bones: Winter is Cumming (Wood Rocket/Zero Tolerance)
  - James Deen's 7 Sins (James Deen/Girlfriends)
  - Jessica Drake's Guide to Wicked Sex: Plus Size (Wicked Pictures)
  - Mimi & Nikko: Scandal in Atlanta (Vivid Celeb)
  - Owner Gets Clipped (Smash Pictures)
  - PayForYourPorn.org (Adult Empire)
  - Riley Goes Gonzo (Axel Braun/Wicked)
  - Shades of Scarlet (Zero Tolerance Entertainment)
  - Snow White XXX: An Axel Braun Parody (Wicked Fairy Tales)
  - Voracious: Season Two (John Stagliano/Evil Angel)

#### Best New Imprint
- Airerose Entertainment
- Nommés :
  - Aiden Starr Corp.
  - Babes
  - Blacked
  - Cumlouder
  - DD Busty
  - Desperate Pleasures
  - Deviant Entertainment
  - Girl Co.
  - Hot Mess Entertainment
  - Icon Male
  - Illicit Behavior
  - Mental Beauty
  - Pink Velvet
  - Webyoung

### Fan Awards
- Best Boobs : Jayden Jaymes
- Cutest Newcomer : August Ames
- Favorite Female Porn Star : Riley Steele
- Favorite Male Porn Star : James Deen
- Favorite Studio : Brazzers
- Favorite Webcam Performer : Abella Anderson
- Hottest Ass : Alexis Texas
- Hottest MILF : Julia Ann
- Kinkiest Performer : Bonnie Rotten
- Social Media Star : Dani Daniels